# Kajmanské ostrovy
Kajmanské ostrovy jsou zámořské území Velké Británie, souostroví, nacházející se v západní části Karibiku, asi 160 km jižně od Kuby a severozápadně od Jamajky. Jeho součástí jsou ostrovy Grand Cayman, Little Cayman a Cayman Brac. Hlavním městem je George Town.

## Historie
10. května 1503 objevil tyto dosud neobydlené ostrovy Kryštof Kolumbus během své 4. výpravy. Pojmenoval je Las Tortugas (želví ostrovy), podle množství želv, které zde viděl. Současné jméno jim dal v roce 1586 anglický mořeplavec a korzár Francis Drake, opět podle plazů, které spatřil na zdejším pobřeží – leguánů, které ovšem mylně považoval za kajmany.
Po další více než půldruhé století od jejich objevu byly jen místem, kde mořeplavci mohli doplnit zásoby potravin a vody. V roce 1670 se ale dostaly pod správu Britského impéria a začala tak jejich kolonizace. Prvními osadníky byli především Angličané, Skotové a Velšané, kteří sem přicházeli převážně z Jamajky. Společně s nimi se sem dostali také otroci, kteří v roce 1800 už tvořili přibližně polovinu obyvatelstva. Po zrušení otroctví v roce 1835 většina bývalých otroků na ostrově zůstala a věnovala se rybolovu, lovu želv, stavbě lodí, výrobě lan apod.
Velké změny pro život místních obyvatel přinesl hospodářský rozvoj ve světě po skončení druhé světové války. Ostrovy se začaly pomalu otevírat světu a využívat svůj velký potenciál. V roce 1954 bylo otevřeno mezinárodní letiště Owena Robertse, což napomohlo přilákat sem turisty a zahraniční investory. Lákavé pro ně byly především daňové úlevy, absence přímých daní, ale i efektivní telekomunikační systém.
Až do 60. let 20. století byly Kajmanské ostrovy spolu s Jamajkou součástí britské koloniální správy. V letech 1958 až 1961 byly jamajskou dependencí (závislé území) v rámci Západoindické federace. V roce 1962 Jamajka vyhlásila svou nezávislost v rámci Commonwealthu a Kajmanské ostrovy se rozhodly zůstat součástí Britského zámořského teritoria, což umožnilo jejich další hospodářský rozvoj.

## Symboly
Kajmanské ostrovy, závislé území Spojeného království, užívají vedle britských symbolů i své vlastní.

### Vlajka
Vlajka Kajmanských ostrovů je tvořena britskou modrou státní námořní vlajkou (Blue Ensign) o poměru stran 1:2 s vlajkovým emblémem (anglicky badge) těchto ostrovů ve vlající části.

### Znak
Znak Kajmanských ostrovů je tvořen štítem – v horní červené části je umístěný žlutý anglický lev, pod ním jsou v šestkrát bíle a modře vlnitě pruhovaném poli tři zelené, žlutě lemované pěticípé hvězdy, reprezentující tři hlavní ostrovy, na štítu je položena želva a ananasovník, pod štítem je žlutá stuha s mottem „HE HATH FOUNDED IT UPON THE SEAS“ (česky Založil je nad mořem).

## Ekonomika
Kajmanské ostrovy jsou známy především jako země se zvláštním daňovým režimem, díky tomu je zde registrovaných přes 500 bank. Také se zde zakládají společnosti, partnerství a podepisují smlouvy. Nominální HDP přepočtený na obyvatele činil v roce 2010 47 000 USD.
Vzhledem k nízkému počtu obyvatel je významným příjmem rovněž i cestovní ruch.
Komerční záležitostí je také vydávání poštovních známek pro světový filatelistický trh. Zprvu zde platily známky Jamajky, od roku 1901 byly tištěny a dodávány na trh známky s názvem CAYMAN ISLANDS.

## Sport
Kajmanské ostrovy se účastní hokejbalových mistrovství, středoamerických a karibských her. Zdejší fotbalová reprezentace se účastní Karibského poháru.

## Demografie
- Počet obyvatel stále stoupá: 51 900 (stav 2006, v roce 1999 40 786), v roce 1982 jen 18 000.
- Naděje na dožití: muži 77 let, ženy 82,3 let.
- Etnika: Mulati 40 %, Běloši 20 %, Černoši 20 %, ostatní 20 %
- Gramotnost: 98 %